# Morethia
Morethia är ett släkte av ödlor. Morethia ingår i familjen skinkar.
Kladogram enligt Catalogue of Life:
| Morethia | \| \| Morethia adelaidensis \| \| \| \| \| \| Morethia boulengeri \| \| \| \| \| \| Morethia butleri \| \| \| \| \| \| Morethia lineoocellata \| \| \| \| \| \| Morethia obscura \| \| \| \| \| \| Morethia ruficauda \| \| \| \| \| \| Morethia storri \| \| \| \| \| \| Morethia taeniopleura \| \| \| \| |
|          | \| \| Morethia adelaidensis \| \| \| \| \| \| Morethia boulengeri \| \| \| \| \| \| Morethia butleri \| \| \| \| \| \| Morethia lineoocellata \| \| \| \| \| \| Morethia obscura \| \| \| \| \| \| Morethia ruficauda \| \| \| \| \| \| Morethia storri \| \| \| \| \| \| Morethia taeniopleura \| \| \| \| |
|          | Morethia adelaidensis |
|          | |
|          | Morethia boulengeri |
|          | |
|          | Morethia butleri |
|          | |
|          | Morethia lineoocellata |
|          | |
|          | Morethia obscura |
|          | |
|          | Morethia ruficauda |
|          | |
|          | Morethia storri |
|          | |
|          | Morethia taeniopleura |
|          | |